# Graniczne wartości parametrów definiujących złoże
Graniczne wartości parametrów definiujących złoże - minimalne lub maksymalne wartości, jakie mogą osiągnąć poszczególne cechy złoża kopaliny, by dane zasoby mogły być zaliczone do złoża. Wyznaczają zatem geologiczne granice złoża kopaliny (§ 5 ust. 1 rozporządzenia. Parametry oraz ich graniczne wartości dla poszczególnych rodzajów kopalin zawarto w załączniku nr 8 do przywołanego wyżej rozporządzenia, co powoduje, że ich zastosowanie jest obligatoryjne. Przepisy rozporządzenia dopuszczają zmianę wartości granicznych parametrów w przypadkach wystąpienia szczególnych warunków geologicznych. Zmiana taka wymaga uzasadnienia w części tekstowej sporządzanej dokumentacji geologicznej złoża kopaliny (§ 5 ust. 4 rozporządzenia).